# Micraira viscidula
Micraira viscidula là một loài thực vật có hoa trong họ Hòa thảo. Loài này được Lazarides mô tả khoa học đầu tiên năm 1984 publ. 1985.